# Timbaland Presents Shock Value
Timbaland Presents Shock Value – drugi solowy album Timbalanda, amerykańskiego producenta i rapera, wydany w 2007 roku.
Album zadebiutował na miejscu 5 w U.S. Billboard 200 z 138,000 sprzedanymi kopiami. W Wielkiej Brytanii zadebiutował na miejscu 10, a we Francji na 15. Piosenki nie będące singlami "Release" i "Apologize", zadebiutowały na miejscu 91 i 95 w Billboard Hot 100.
W Polsce nagrania uzyskały status dwukrotnej platynowej płyty.
Pierwszym singlem promującym płytę była piosenka "Give It to Me", którą Timbaland śpiewa z Justinem Timberlakiem i Nelly Furtado. Znalazł się on na pierwszym miejscu listy "Billboard Hot 100", oraz był singlem numer jeden w Wielkiej Brytanii.
Kolejnym singlem z płyty Timbalanda był "The Way I Are", którą Timbaland wykonał z Keri Hilson i raperem D.O.E. Trzecim singlem została produkcja "Apologize" wraz z zespołem OneRepublic. Ostatnim utworem promującym albumem  został "Scream" wykonywany z Keri Hilson i Nicole Scherzinger.

## Lista utworów
| #  | Tytuł                                   | Gościnnie                               | Producent                     | Długość |
| -- | --------------------------------------- | --------------------------------------- | ----------------------------- | ------- |
| 1  | "Oh Timbaland"                          |                                         | Timbaland                     | 3:32    |
| 2  | "Give It to Me"                         | Nelly Furtado Justin Timberlake         | Timbaland                     | 3:54    |
| 3  | "Release"                               | Justin Timberlake                       | Timbaland                     | 3:25    |
| 4  | "The Way I Are"                         | Keri Hilson D.O.E.                      | Timbaland                     | 2:59    |
| 5  | "Bounce"                                | Dr. Dre Missy Elliott Justin Timberlake | Timbaland                     | 4:04    |
| 6  | "Come and Get Me"                       | 50 Cent Tony Yayo                       | Timbaland                     | 3:30    |
| 7  | "Kill Yourself"                         | Sebastian Attitude                      | Timbaland                     | 4:06    |
| 8  | "Boardmeeting"                          | Magoo                                   | Timbaland                     | 2:29    |
| 9  | "Fantasy"                               | Money                                   | Walter "Lil Walt" Millsap III | 4:11    |
| 10 | "Scream"                                | Keri Hilson Nicole Scherzinger          | Timbaland                     | 5:41    |
| 11 | "Miscommunication"                      | Keri Hilson Sebastian                   | Danja                         | 3:19    |
| 12 | "Bombay"                                | Amar Jim Beanz                          | Timbaland                     | 2:55    |
| 13 | "Throw It on Me"                        | The Hives                               | Timbaland                     | 2:11    |
| 14 | "Time"                                  | She Wants Revenge                       | Timbaland                     | 3:57    |
| 15 | "One and Only"                          | Fall Out Boy                            | Timbaland                     | 4:16    |
| 16 | "Apologize (Remix)"                     | OneRepublic                             | Greg Wells & Ryan Tedder      | 3:04    |
| 17 | "2 Man Show"                            | Elton John                              | Timbaland & Elton John        | 4:25    |
| 18 | "Hello"(international bonus track)      | Keri Hilson Attitude                    | Timbaland                     | 4:35    |
| 19 | "Come Around"(UK and Japan bonus track) | M.I.A.                                  | Timbaland                     | 3:52    |

## Single
- "Give It to Me" (Feat. Nelly Furtado & Justin Timberlake)
- "The Way I Are" (Feat. Keri Hilson & D.O.E.)
- "Throw It on Me" (Feat. The Hives)
- "Apologize" (Feat OneRepublic)
- "Scream" (Feat. Keri Hilson & Nicole Scherzinger)